# Johann Peter Heuser
Pour les articles homonymes, voir Heuser.
Johann Peter Heuser (né en 1726 à Würden et mort le 26 décembre 1809 à Gummersbach) est le fondateur d'une grande maison de commerce et le principal initiateur du futur lycée de la ville de Gummersbach (de).

## Famille
L'un des ancêtres de Heuser serait d'origine suisse et aurait quitté Vienne vers 1630 en tant que chasseur dans son entourage d'Adam von Schwartzenberg, pour s'installer dans le comté impérial immédiat de Gimborn, s'y installer en dignité et fonder la branche d'Oberberg (de) de la "dynastie" Heuser. Cette version de l'histoire de la famille n'est toutefois que faiblement étayée et s'appuie principalement sur les armoiries de la famille, qui représentent une montagne verte avec trois flèches d'argent sur fond rouge. Une autre tradition voit le lien avec la Suisse de manière plus lâche, en décrivant les armoiries comme "accordées à un Heuser en 1410 par l'empereur Sigismond " [...] [...] " pour une bravoure exceptionnelle dans l'assaut d'une montagne en Suisse, dans les soi-disant batailles de schisme ». La version "immigration dans le sillage de Schwarzenberg" peut également être contredite par le fait que le nom de Heuser est attesté dans la région de l'Oberberg dès avant 1600.
Il est certain que les ancêtres immédiats étaient établis à Würden au milieu du XVIIe siècle. Johann Peter est le second des huit enfants des époux Johann Adolf (1696-1765), agriculteur, et Maria Magdalena Karthaus de Gimborn (1706-1773).
Johann Peter Heuser se marie en 1754 avec Anna Margaretha Vollmann (1728-1796), qui lui donne huit enfants, dont cinq atteignent l'âge adulte. Les quatre fils restants deviennent plus tard compagnons du commerçant et poursuivent le commerce. Parmi les descendants directs de Heuser, il convient de mentionner en particulier quatre de ses petites-filles, à savoir Alwine Schroedter, Adeline Jaeger et Louise Wüste - toutes trois connaissent une reconnaissance considérable en tant que peintres - ainsi que l'écrivaine Julie Thiel. L'arrière-petite-fille de Heuser, Clara Heuser (1844-1916), née Jaeger, se fait également un nom en tant qu'artiste. Malvine Schroedter, une autre arrière-petite-fille, se marie avec le peintre d'histoire Anton von Werner. L'arrière-petit-fils de Johann Peter Heuser, Robert, se marie avec Bertha Maria Nicolovius, une arrière-petite-nièce de Johann Wolfgang von Goethe, en 1862. Le peintre et directeur de l'Académie des beaux-arts de Düsseldorf Werner Heuser (1880-1964) est son arrière-arrière-petit-fils.

## Biographie

### Débuts
Heuser quitte la ferme de ses parents à Würden et commence, après son apprentissage et avec un modeste capital de départ, un commerce de vin à Gummersbach ; au fil du temps, il élargit son offre en ajoutant des épices et des produits manufacturés à sa gamme de produits. Enfin, l'expansion de l'industrie textile dans la région de l'Oberberg, avec une demande de plus en plus forte en colorants, incite l'entreprise Heuser à se tourner vers le commerce des couleurs, troisième poste commercial important.
Heuser n'est pas accueilli à bras ouverts à Gummersbach, l'homme de dignité, entreprenant et ambitieux, est sans doute un peu suspect aux yeux des anciens habitants. "Presque tout Gummersbach se ligue contre lui au début de son arrivée ici pour l'empêcher de s'installer, si bien qu'il a acheté plusieurs fois une maison, mais en a été à chaque fois chassé" Toujours est-il que Heuser ne pas peut construire sa première maison dans l'actuelle Alte Rathausstraße à Gummersbach beaucoup plus tôt qu'en 1770 - et ce dans un quartier quelque peu malfamé à l'époque, puisque la maison du "Nachrichter und Abdecker" (v. Steinen) se trouve à proximité immédiate. La "Haus in den Eichen", qui existe encore aujourd'hui, bien qu'elle soit pratiquement méconnaissable en raison de la construction d'une devanture commerciale moderne, est considérée vers 1800 comme l'une des plus belles et des plus distinguées du village. Heuser y installe également un restaurant, géré par son épouse.

### École du rectorat
Il faut reconnaître à Heuser le mérite d'avoir été le principal initiateur d'une école secondaire, malgré les difficultés initiales à s'établir à Gummersbach. C'est sous son égide que des citoyens aisés de Gummersbach créent en 1764 la première possibilité d'enseignement supérieur de la ville avec l'"école du rectorat", un précurseur de l'actuel lycée de la Moltkestrasse. C'est également Heuser qui, de ses propres deniers, contribue le plus à l'entretien du recteur et des autres enseignants et qui, en 1785, établit lui-même le programme d'enseignement : sept langues étrangères, les sciences de l'action, l'histoire, les mathématiques, la musique et la danse, le dessin et la peinture ainsi que les travaux manuels pouvaient être appris dans cette école qui remplit une fonction de modèle bien au-delà de Gummersbach.

### Expansion
Aujourd'hui, il est étonnant de voir comment une entreprise commerciale aussi ramifiée et étendue que celle de J. P. Heuser et de ses fils a pu se développer dans la petite localité de Gummersbach, alors presque totalement isolée du monde. Au fil des années, le commerce se développe tellement que même les magasins les plus éloignés couvrent l'ensemble de leurs besoins, et ce malgré des voies de communication très mauvaises : ce n'est qu'en 1813 qu'une route fortifiée est construite en direction du nord, la Wetterauer Chaussee.
En 1795, Johann Peter Heuser fait construire pour lui et deux de ses fils une nouvelle maison, plus grande et très représentative, dans le "Baumhof", le nouveau centre commercial et résidentiel de la localité créé par le déplacement de la rue principale de Gummersbach, et dans la partie gauche de laquelle il mène également ses affaires. Le bâtiment à deux étages en moellons et à colombages avec un toit en bâtière présente les initiales JHP regroupées autour d'une ancre sous le pignon nain pourvu d'une fenêtre ronde et transmet, même de nos jours, l'image que son constructeur, qui a atteint une grande renommée, a de lui-même. Aujourd'hui, elle abrite le service de conseil psychologique de l'arrondissement d'Oberberg, après avoir déjà accueilli temporairement la préfecture il y a environ 150 ans. Il a laissé la maison "In den Eichen" à son fils Daniel et à son épouse. C'est le lieu de transbordement où les marchandises en provenance ou à destination de la Hesse, de la Westphalie, de la Marck ou du Rhin supérieur changent de mains grâce à des chariots à deux roues ou des animaux de bât.

### Succession
Depuis longtemps, les quatre fils Heuser se sont lancés dans les affaires paternelles : Georg (né en 1756 et mort en 1829 à Ronsdorf) fait d'abord office d'acheteur et entreprend des voyages commerciaux indépendants dès l'âge de quinze ans ; plus tard, il laisse les voyages à ses jeunes frères, à l'exception de la visite de la Foire de Francfort, et se consacre à la comptabilité. À un âge plus avancé, Georg Heuser occupe la fonction de borgmestre ("maire" à l'époque napoléonienne). Franz (né en 1758 et mort en 1816 à Ronsdorf) participe en alternance avec le plus jeune des rejetons, Daniel (né en 1767 et mort en 1848 à Gummersbach), aussi bien aux voyages d'achat qu'aux voyages de vente, tandis que Caspar (né en 1760 et mort en 1840 à Gummersbach) gère la vente du magasin. La fille de Heuser, Wilhelmine (née en 1770 et morte en 1830 à Kloster [aujourd'hui à Derschlag]) contribue d'une autre manière à l'expansion de l'empire commercial : Grâce à son mariage avec Johann Henrich König, le fils du plus important commerçant de Gummersbach avec Heuser et son voisin au "Baumhof", les deux maisons de commerce s'unissent en une alliance et les deux entreprises prospérent au lieu de se faire concurrence. Avec l'épouse de Daniel Heuser, Louise née Jügel, une ancienne associée de la cour royale de Prusse, la culture du "grand monde" fait finalement son entrée à Gummersbach - à l'échange matériel s'ajoute désormais une interaction intellectuelle et artistique, notamment avec les frères Jügel, Friedrich (professeur d'art à Berlin) et Carl (littéraire et libraire à Francfort) et sa sœur Henriette Jügel, paysagiste et portraitiste.

### Évaluation
Bien que Heuser puisse certainement être considéré comme le "premier millionnaire" de Gummersbach, il reste toute sa vie, malgré son succès, le fils simple et modeste d'un paysan. On raconte que même sa parenté distinguée ne l'empêche s de faire lui-même le pain pour la famille, ni de parler en platt avec ses enfants et ses voisins. Se-fille rapporte l'anecdote suivante :
Johann Peter Heuser est mort en 1809 comme l'un des hommes les plus riches de la région. Il laisse à ses cinq enfants un patrimoine considérable et un élan décisif pour l'essor économique et culturel de sa ville natale.
Près de deux cents ans après la mort de leur grand concitoyen, la ville de Gummersbach, dans la zone de développement de Berstig, nomme la Peter-Heuser-Straße en son honneur.